# Llucmajor
Llucmajor (también escrito a veces en español como Lluchmajor o Lluchmayor) es una localidad y municipio español de Mallorca, en la comunidad autónoma de Islas Baleares. Perteneciente a la comarca del Migjorn. Linda con Palma de Mallorca, Algaida, Montuiri, Porreras y Campos. Cuenta con centros turísticos en la zona costera tales como Cala Pi, Cala Blava y El Arenal.
En esta localidad tuvo lugar la batalla del mismo nombre entre las tropas de Jaime III de Mallorca y Pedro IV de Aragón en 1349. Tras esta batalla el Reino de Mallorca volvió a pertenecer al Rey de Aragón.
Llucmajor cuenta con seis colegios públicos, un instituto público y tres guarderías municipales.

## Toponimia
El topónimo  Llucmajor es registrado desde por lo menos inicios del siglo XX. Aparece en el Diccionari català-valencià-balear de Antoni Maria Alcover y Francesc de Borja Moll en 1963.
El término Lluchmayor, registrado desde por lo menos comienzos del siglo XVIII, es indicado con el significado de Alquería mayor o Alquería grande. El término Lluchmayor aparece en obras como Noticias histórico-topográfico de la isla de Mallorca de Joaquín María Bover de Rosselló publicado en 1836 o el Cronicón mayoricense de Álvaro Campaner y Fuertes publicado en 1881. Fue el nombre oficial de la localidad y el municipio hasta la Ley 3/1986, de 19 de abril, de Normalización Lingüística que oficializó los topónimos catalanes como únicos topónimos oficiales de las localidades baleares.
A mediados del siglo XIX, el historiador menorquín José María Quadrado exponía la hipótesis de que el origen del término indicaría un accidente geográfico, en concreto Lluch significaría «ribera» ya fuese de un río o de un valle, quedando por tanto Luch-mayor como costa mayor y corrigiendo así la teoría de la alquería, que vendría del sitio de Luch-alcari (alquería de la costa).
Otra hipótesis sobre el origen del topónimo fue formulada por Francisco Javier Simonet en 1888 en que el Lluch (o Lluc en el catalán y el uso actual) haría referencia al Lucus en latín, siendo por tanto una voz heredada desde tiempos romanos del nombre Lucus major, que no habría variado mucho entre la población mozárabe isleña hasta la reconquista. En la misma obra, Simonet indica que el nombre de la localidad en el reino de Mallorca fue «Luch-Maiór».
Autores más recientes como Guillermo Rosselló Bordoy y Antoni Mut Calafell han publicado obras recuperando la hipótesis de Quadrado del origen geográfico del término dándole un inicio del árabe Luŷŷ (también transliterado Ludjdj) que tendría idéntico significado de costa.

## Demografía
Llucmajor cuenta con una población de 39 912 habitantes (INE 2024).
| Gráfica de evolución demográfica de Llucmajor entre 1842 y 2021                                                     |
| |
| Población de derecho según los censos de población del INE Población de hecho según los censos de población del INE |

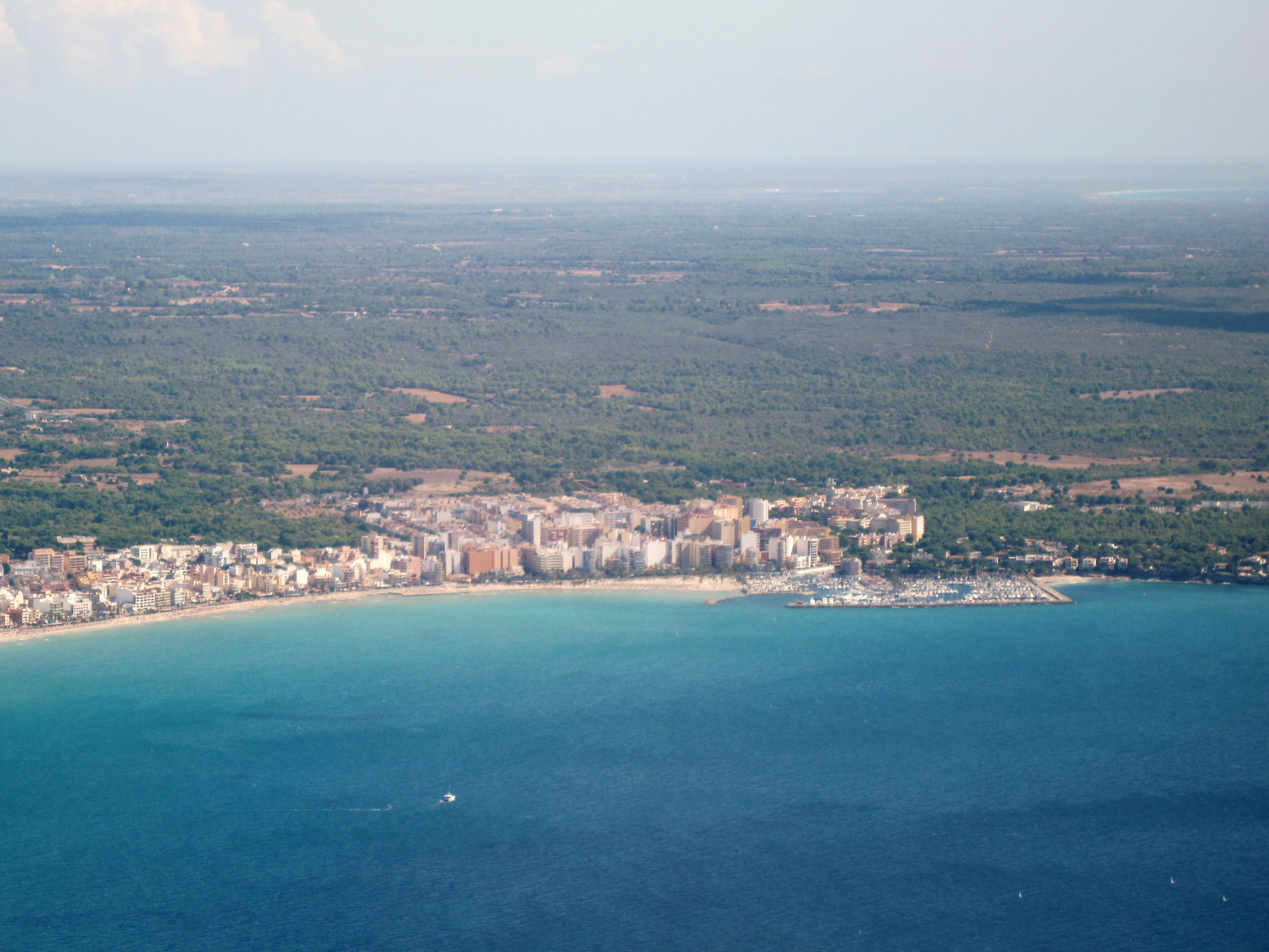
Vista aérea de El Arenal

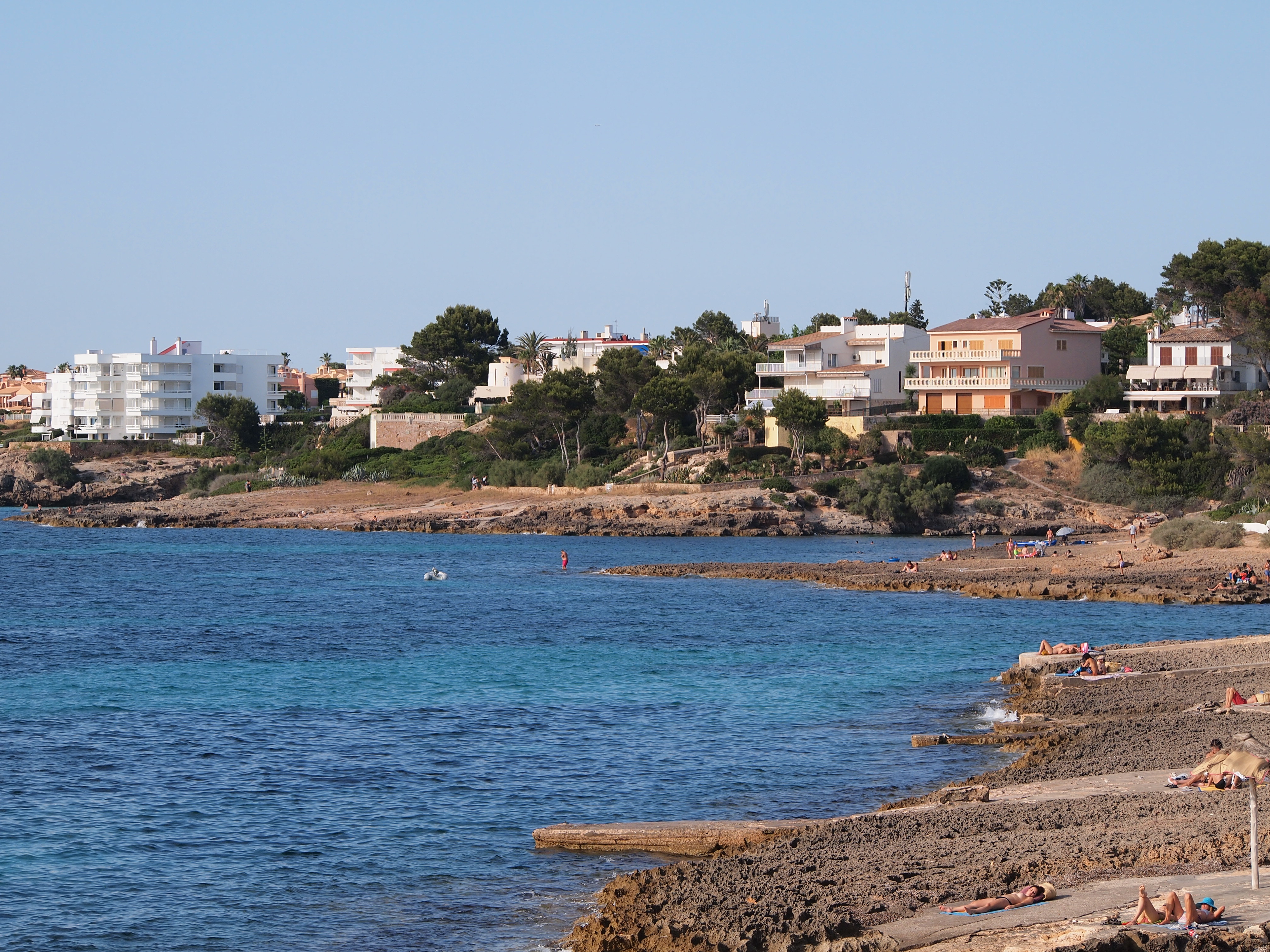
Cala Blava

Población de las entidades del municipio a 1 de enero de 2022:
| Población                                                                                  | Habitantes (2022) |
| ------------------------------------------------------------------------------------------ | ----------------- |
| Llucmajor (Pueblo)                                                                         | 11262             |
| Llucmajor (Campo)                                                                          | 3449              |
| El Arenal (s'Arenal)                                                                       | 9538              |
| La Torre (sa Torre)                                                                        | 3610              |
| Bahía Grande (Badia Gran)                                                                  | 2020              |
| Puig de Ros (es Puigderrós)                                                                | 1700              |
| Bahía Azul (Badia Blava)                                                                   | 1627              |
| Las Palmeras (ses Palmeres o Son Granada)                                                  | 1315              |
| Maioris Décima (Maioris Dècima)                                                            | 1149              |
| Son Verí Nuevo (Son Verí Nou)                                                              | 816               |
| El Dorado (Tolleric)                                                                       | 577               |
| El Estañol (s'Estanyol de Migjorn)                                                         | 573               |
| Cala Pi, Paso de Vallgornera (es Pas de Vallgornera) y Vallgornera Nuevo (Vallgornera Nou) | 416               |
| Bellavista                                                                                 | 349               |
| Cala Blava                                                                                 | 321               |
| Total Llucmajor                                                                            | 38722             |

## Economía
En la localidad se encuentra la sede principal de la multinacional Globalia Corporación Empresarial.

## Administración y política
| Periodo   | Nombre                            | Partido | Partido                                            |
| --------- | --------------------------------- | ------- | -------------------------------------------------- |
| 1979-1983 | Miguel Clar Lladó                 |         | Unión de Centro Democrático (UCD)                  |
| 1983-1987 | Antonio Zanoquera Rubí            |         | Partido Popular (PP)                               |
| 1987-1991 | Joan Montserrat Mascaró           |         | Partit Socialista de les Illes Balears (PSIB-PSOE) |
| 1991-1999 | Gaspar Oliver Mut                 |         | Partido Popular (PP)                               |
| 1999-2008 | Lluc Tomás Munar                  |         | Partido Popular (PP)                               |
| 2008-2015 | Joan Cristòfol Jaume Mulet        |         | Partido Popular (PP)                               |
| 2015-2016 | Jaume Tomàs Oliver                |         | Més                                                |
| 2016-2018 | Bernadí Vives Cardona             |         | Proposta per les Illes (PI)                        |
| 2018-2019 | Gregorio Estarellas Mas           |         | Partit Socialista de les Illes Balears (PSIB-PSOE) |
| 2019-2023 | Éric Jareño Cifuentes             |         | Partido Popular (PP)                               |
| 2023-act. | María Francisca Lascolas Rosselló |         | Partido Popular (PP)                               |

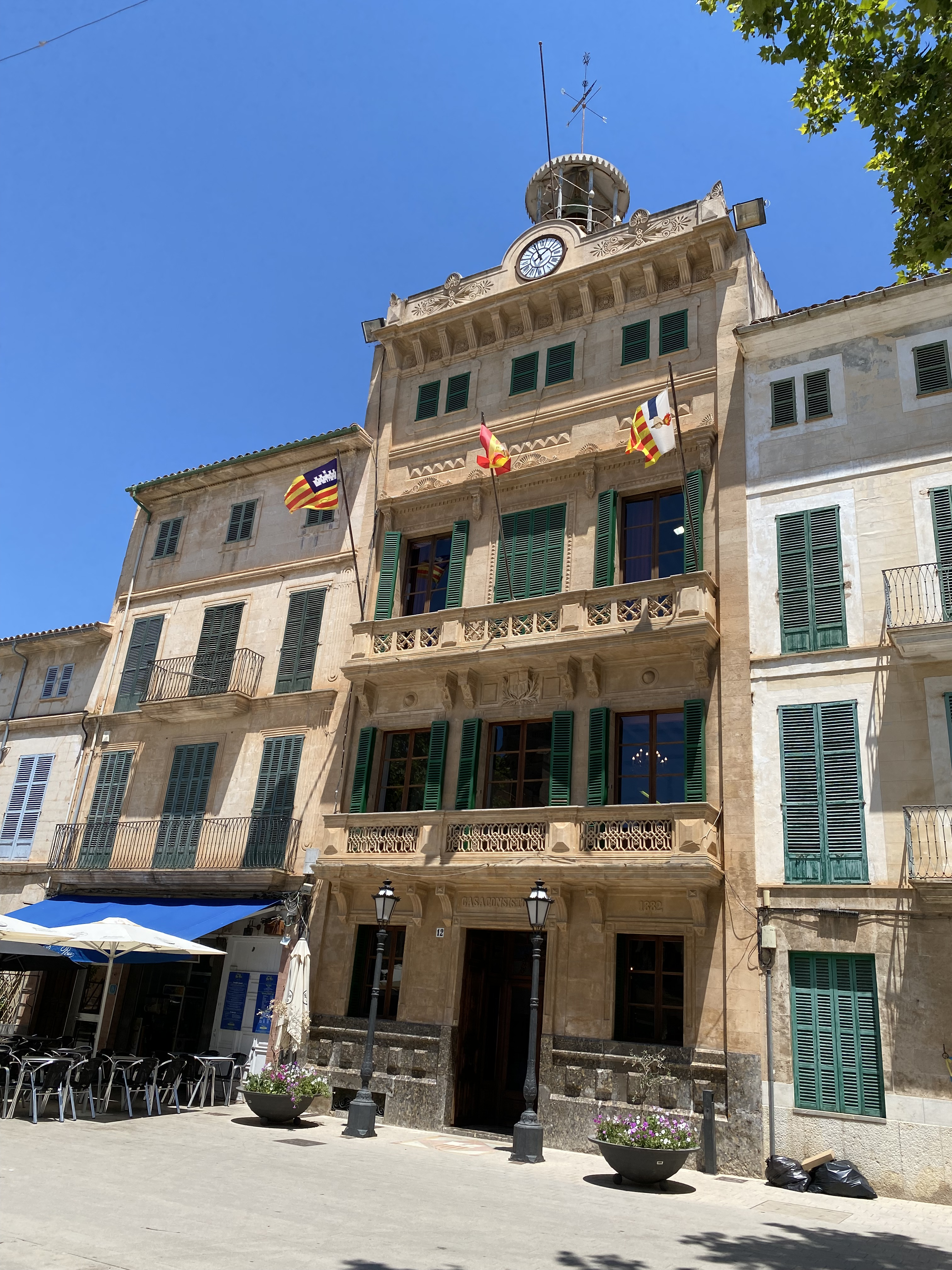
Ayuntamiento de Llucmajor

En la VIII legislatura (2007-2011) el alcalde Lluc Tomás Munar es inhabilitado de su cargo por la investigación del Caso Llucmajor. Le reemplaza Joan Crisòfol Jaume Mulet como alcalde el resto de la legislatura.
En la X legislatura (2015-2019) el Partido Popular pierde la mayoría absoluta de la anterior legislatura. Ante esta situación PSOE, Más por Mallorca y El Pi acuerdan formar gobierno y constituyendo el primer tripartito de Llucmajor. Una de las condiciones del acuerdo es repartir el cargo de alcalde entre los portavoces de estos tres partidos a partes iguales de tiempo, empezando por Jaume Tomàs Oliver (MÉS), luego Bernadí Vives Cardona (El Pi) y acabando con Gregori Estarellas Mas (PSOE).
En la XI legislatura (2019-2023) un total de 9 partidos lograron representación y se formó una coalición formada por Partido Popular, Ciudadanos, Libertat Llucmajor y Agrupación Social Independiente, para hacer alcalde durante todo el mandato a Éric Jareño Cifuentes (PP). El acuerdo contó con el apoyo externo de Vox. En 2020 el PP rompe el acuerdo de gobierno, expulsa a Libertat Llucmajor e integra a El Pi y los dos concejales de Vox, que pasan a no adscritos. A medida que avanza la legislatura, los dos concejales de Ciudadanos abandonan su formación y pasan a no adscritos.
| Partido político                                             | 2023  | 2023  | 2023       | 2019  | 2019  | 2019       | 2015  | 2015  | 2015       | 2011  | 2011  | 2011       | 2007  | 2007  | 2007       |
| Partido político                                             | %     | Votos | Concejales | %     | Votos | Concejales | %     | Votos | Concejales | %     | Votos | Concejales | %     | Votos | Concejales |
| ------------------------------------------------------------ | ----- | ----- | ---------- | ----- | ----- | ---------- | ----- | ----- | ---------- | ----- | ----- | ---------- | ----- | ----- | ---------- |
| Partido Popular (PP)                                         | 26,12 | 3891  | 7          | 20,99 | 2812  | 5          | 29,29 | 3942  | 8          | 46,71 | 6158  | 12         | 43,49 | 5729  | 10         |
| Partit Socialista de les Illes Balears (PSIB-PSOE)           | 17,28 | 2574  | 4          | 21,18 | 2838  | 5          | 20,26 | 2727  | 5          | 20,34 | 2682  | 5          | 29,36 | 3868  | 7          |
| Vox                                                          | 14,67 | 2186  | 3          | 9,11  | 1221  | 2          | —     | —     | —          | —     | —     | —          | —     | —     | —          |
| Llibertat Llucmajor                                          | 11,05 | 1647  | 2          | 8,49  | 1138  | 2          | —     | —     | —          | —     | —     | —          | —     | —     | —          |
| Més (PSM-IV-EN-APIB)                                         | 10,20 | 1520  | 2          | 10,26 | 1375  | 2          | 14,99 | 2018  | 4          | 8,40  | 1108  | 2          | 10,25 | 1350  | 2          |
| S'Arenal-Urbanizaciones-Llucmajor (S'ULL)                    | 7,49  | 1116  | 2          | —     | —     | —          | —     | —     | —          | —     | —     | —          | —     | —     | —          |
| Agrupació Social Independent (ASI)                           | 5,35  | 797   | 1          | 6,41  | 860   | 1          | 6,32  | 850   | 1          | 6,08  | 801   | 1          | 7,50  | 988   | 1          |
| Proposta per les Illes (PI)                                  | 2,98  | 444   | 0          | 5,97  | 801   | 1          | 9,53  | 1283  | 2          | —     | —     | —          | —     | —     | —          |
| Podem-Esquerra Unida de les Illes Balears (EUIB)-Sí Se Puede | 2,59  | 386   | 0          | 6,27  | 840   | 1          | 6,93  | 933   | 1          | 2,74  | 361   | 0          | —     | —     | —          |
| Ciudadanos (CS)                                              | —     | —     | —          | 9,59  | 1285  | 2          | —     | —     | —          | —     | —     | —          | —     | —     | —          |
| Convergència per les Illes (CxI)                             | —     | —     | —          | —     | —     | —          | —     | —     | —          | 5,29  | 697   | 1          | —     | —     | —          |
| Unió Mallorquina (UM)                                        | —     | —     | —          | —     | —     | —          | —     | —     | —          | —     | —     | —          | 6,50  | 856   | 1          |

## Cultura

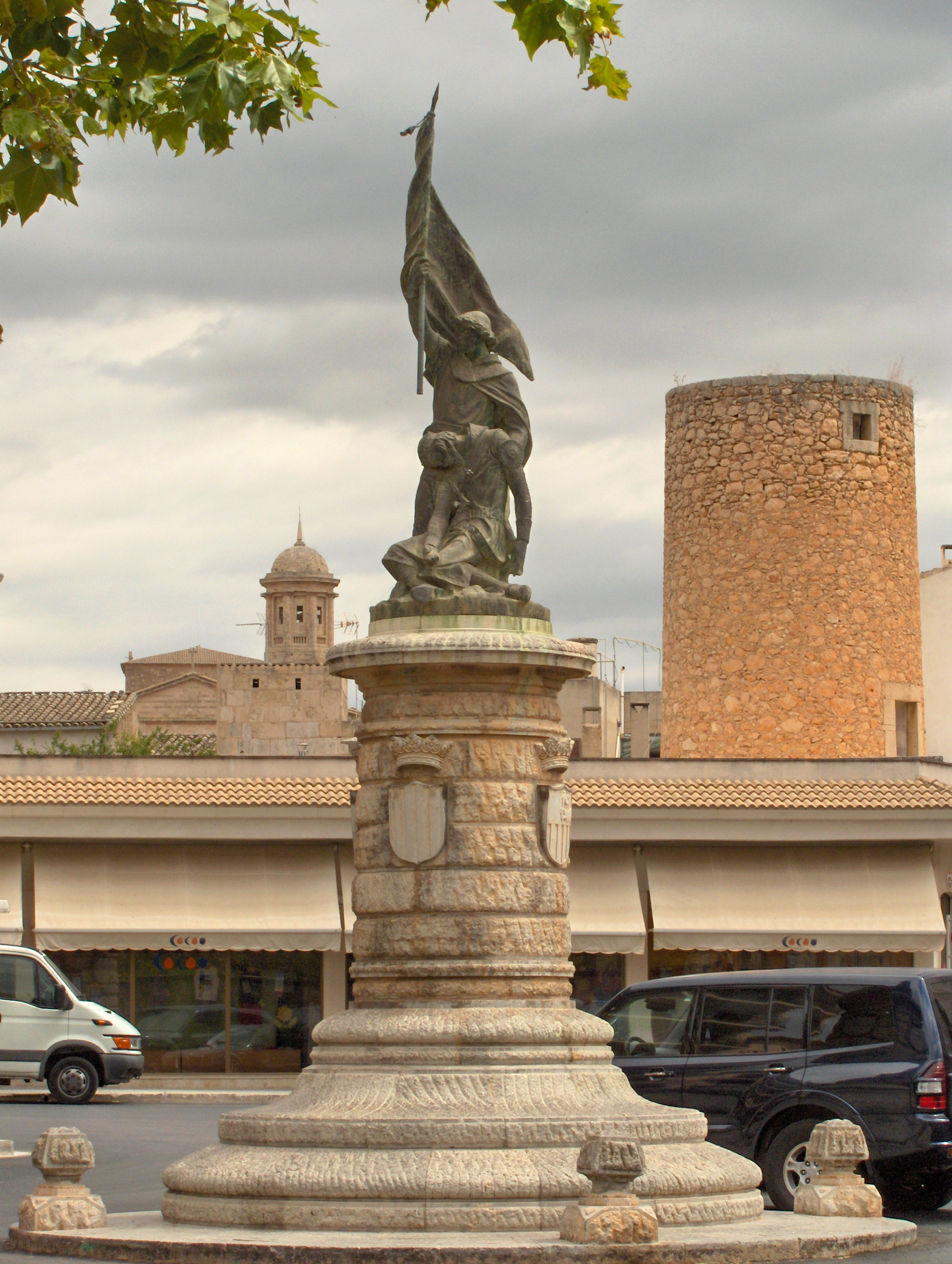
Estatua del rey Jaime III de Mallorca

La referencia más antigua de los cavallets es un dibujo de un notario de Llucmajor del siglo XV, así como la danza que se bailaba en Palma en 1458. Esta danza debía estar relacionada con algún entremés, como ocurría en Barcelona, donde había el juego o entremés Els cavallets cotoners i els turcs. El apelativo de cavallets cotoners surge precisamente en la Ciudad Condal, donde la danza o entremés era sufragado por el gremio de tejedores de algodón.
Aunque su procedencia es profana, se ha integrado, como elemento decorativo, en la fiesta religiosa.